# Fläsch
Fläsch är en ort och kommun i regionen Landquart i kantonen Graubünden, Schweiz. Kommunen har 868 invånare (2023). Kommunen ligger i landskapet Bündner Herrschaft.
Kommunen har kantonens nordligaste bebyggelse, och gränsar i väster (i floden Rhen) mot kanton Sankt Gallen samt i norr mot furstendömet Liechtenstein. 
Kommunens högsta punkt är Vorder-Grauspitz, 2 599 m ö.h., tillika Liechtensteins högsta punkt. 

## Språk
Det rätoromanska språket trängdes undan av tyska under 1300-talen genom inflyttning från lägre belägna delar av Rhendalen och området runt Bodensjön. 

## Religion
Fläsch reformerades 1524.